# نادي ماريبور برانيك لكرة اليد
نادي ماريبور برانيك لكرة اليد هو نادي كرة يد في سلوفينيا تأسس في 2003. يلعب في الدوري السلوفيني لكرة اليد. تبلغ سعة ملعبه 3800 متفرجا.

## أبرز اللاعبين
من أبرز اللاعبين الذين لعبوا معه:
- دراغان جاجيك